# Klaus Thomsen (Mediziner)
Klaus Thomsen (* 22. Juli 1915 in Altona; † 16. Dezember 1992 in Hamburg) war ein deutscher Gynäkologe und Geburtshelfer.

## Leben

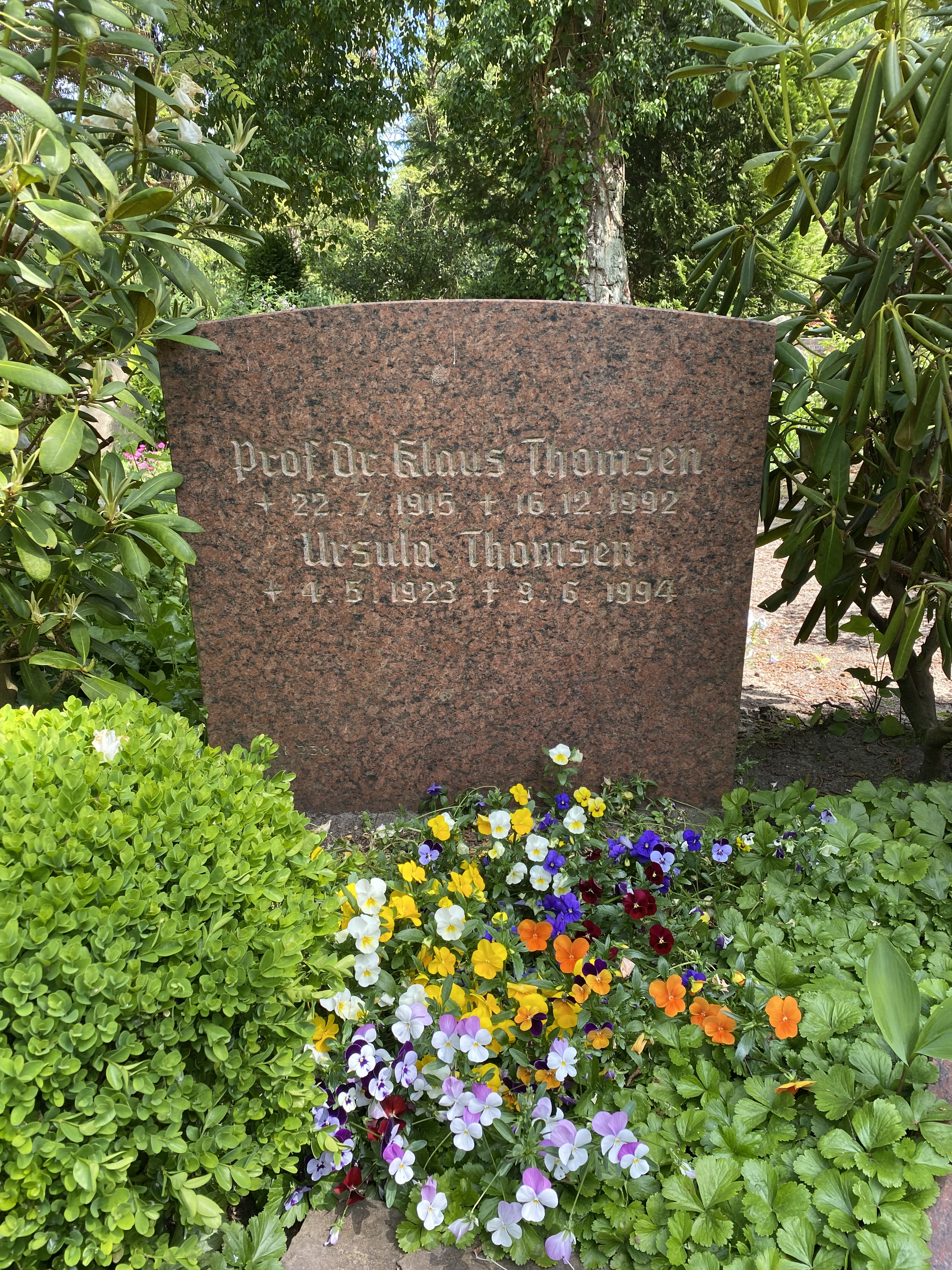
Grabstätte auf dem Friedhof Blankenese

Klaus Thomsen studierte Medizin an den Universitäten Jena, Innsbruck und Hamburg. 1942 legte er sein Staatsexamen ab. Danach war er im Zweiten Weltkrieg drei Jahre als Stabsarzt tätig. Nach einer kurzen Kriegsgefangenschaft begann er als Assistenzarzt an der Universitätsfrauenklinik Hamburg unter Theodor Heynemann. Thomsen habilitierte sich 1952 und wurde 1958 zum außerplanmäßigen Professor ernannt. 1960 wurde er auf den Lehrstuhl für Gynäkologie und Geburtshilfe an die Johannes Gutenberg-Universität Mainz berufen. Er kehrte bereits 1965 als Nachfolger von Gerhard Schubert und Ordinarius an die Universität Hamburg zurück. Hier leitete er die Universitätsfrauenklinik bis zu seiner Emeritierung 1984. Zu seinem Nachfolger wurde Heinrich Maass berufen.
1968 war Thomsen Vorsitzender der Nordwestdeutschen Gesellschaft für Gynäkologie, von 1974 bis 1976 war er Präsident der Deutschen Gesellschaft für Gynäkologie und organisierte deren Kongress 1976 in Hamburg. Beide Fachgesellschaften ernannten ihn später zum Ehrenmitglied. Vom 15. bis 20. September 1985 leitete Klaus Thomsen den 11. World Congress of Gynecology and Obstetrics der FIGO.
Klaus Thomsen verstarb 1992 im Alter von 77 Jahren in Hamburg und wurde auf dem Friedhof Blankenese beigesetzt.

## Schriften
- Über die pharmakologischen Wirkungen der Cortex Quebracho. Dissertation. Universität Hamburg 1942.
- mit Hans Limburg: Das Adenocarcinom des Collum uteri. Histologische, klinische und therapeutische Ergebnisse. Thieme, Stuttgart 1949.
- (Hrsg.): Aktuelle Probleme des Mammakarzinoms: Möglichkeiten der brusterhaltenden Therapie. Enke, Stuttgart 1981, ISBN 3-432-91671-X.
- (Hrsg.): Abstracts / XIth World Congress of Gynecology and Obstetrics: Berlin (West), September 15 – 20, 1985. Springer, Berlin 1985.